# The Big Shot
The Big Shot – amerykański film noir z 1942 roku w reżyserii Lewisa Seilera.

## Fabuła
Film opowiada o perypetiach gangstera Duke`a Berna i jego wybranki Lorny.

## Obsada
- Humphrey Bogart - Joseph "Duke" Berne
- Irene Manning - Lorna Flemin
- Susan Peters - Ruth Carter